# Emily Warren Roebling

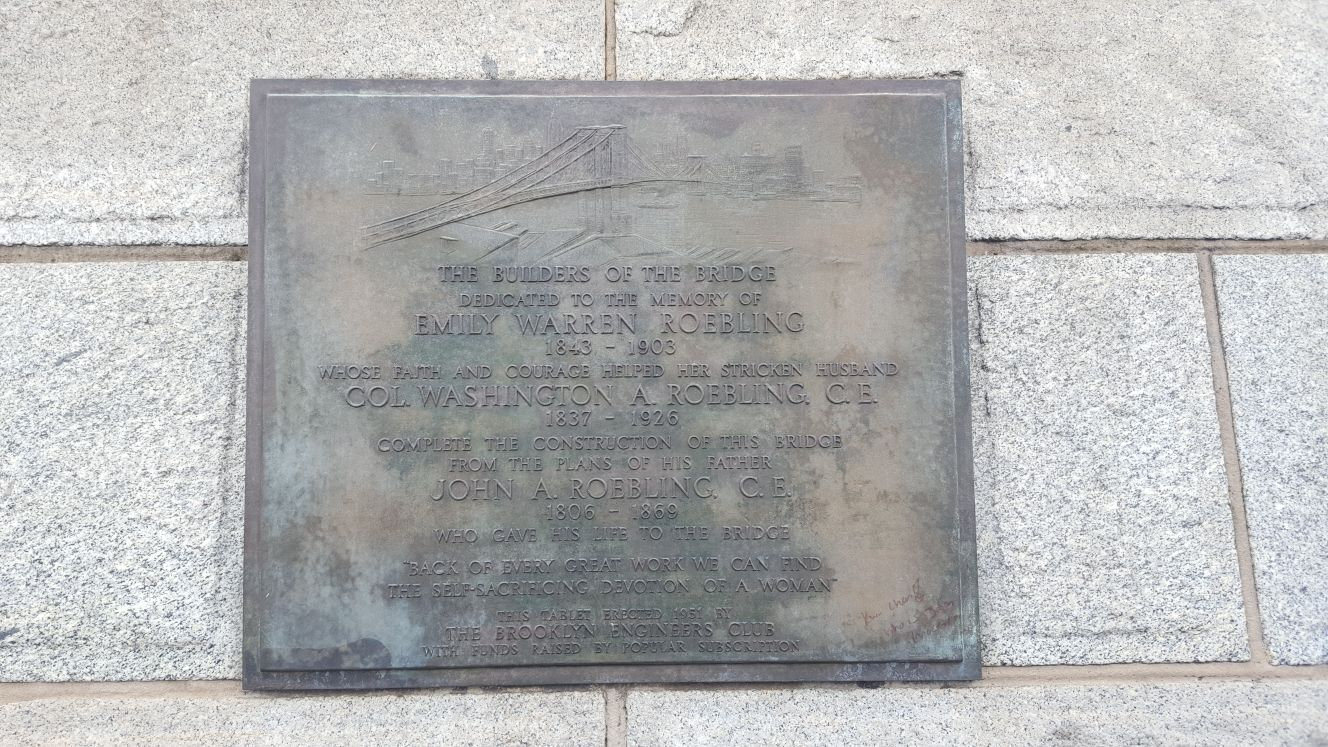
La targa in ricordo di Emily Warren Roebling apposta sul ponte di Brooklin

Emily Warren Roebling (Cold Spring, 23 settembre 1843 – Trenton, 28 febbraio 1903) è stata un'ingegnera statunitense famosa per aver contribuito significativamente al proseguimento dei lavori e alla realizzazione del ponte di Brooklyn dopo la malattia del marito, l'ingegnere capo Washington Roebling.

## Biografia
Emily Warren nacque a Cold Spring, nello stato di New York, penultima dei dodici figli di Sylvanus e Phebe Warren. L'interesse di Emily per lo studio fu incoraggiato dal fratello maggiore Gouverneur K. Warren, militare e ingegnere civile, con il quale aveva un rapporto molto stretto.
Nel 1864, durante la Guerra di secessione, Emily Warren si recò a trovare il fratello, che all'epoca comandava il Fifth Corps dell'esercito dell'Unione. Durante la visita conobbe Washington Roebling, figlio di John A. Roebling, progettista del ponte di Brooklyn, che era ingegnere civile e collaborava nello staff di Gouverneur Warren. Emily e Washington si sposarono il 18 gennaio del 1865.
Quando John Roebling stava cominciando i lavori per la realizzazione del ponte Emily e Washington si recarono in Europa per effettuare degli studi sull'uso dei cassoni pneumatici per le fondazioni del ponte. Nel novembre del 1867 nacque il loro unico figlio, John A. Roebling II.

### Il ponte di Brooklyn
Al ritorno dal soggiorno in Europa Emily e Washington vennero accolti dalla notizia della morte per tetano del padre di Washington. Quest'ultimo si prese immediatamente carico del proseguimento dell'attività di costruzione del ponte. Nel corso di una delle immersioni per l'esecuzione del progetto si ammalò di malattia da decompressione in maniera così grave da essere costretto a letto. Emily prese il posto di "prima donna ingegnere sul campo" e supervisionò il proseguimento dei lavori.
In quanto unica persona autorizzata a visitare il marito Emily ebbe il compito di trasmettere informazioni ai suoi assistenti e informare il marito dei progressi dell'opera. Nel tempo e grazie agli insegnamenti di Washington divenne esperta di resistenza meccanica, analisi delle sollecitazioni, utilizzo delle funi nelle costruzioni e archi catenari Le conoscenze di Emily si integravano con i suoi studi precedenti e con quelli successivi alla nomina a capo ingegnere del marito. Per i successivi quattordici anni Emily si dedicò in maniera instancabile al completamento del ponte. Si prese carico di gran parte del lavoro dell'ingegnere capo compresa la supervisione quotidiana dei progressi e compiti di project management. Trattò con politici, ingegneri concorrenti e tutti coloro che collaboravano alla costruzione.
Nel 1882, a causa della prolungata malattia, l'incarico di Washington venne messo in discussione. Per fare in modo di conservare il posto Emily si recò a riunioni di ingegneri e politici per difendere la posizione del marito. Lo fece in maniera così efficace che a Washington venne rinnovato l'incarico di ingegnere capo del ponte di Brooklyn. Il ponte venne completato nel 1883.
Dal 1951 sul ponte di Brooklyn c'è una targa in memoria di Emily, del marito Washington Roebling e del suocero John A. Roebling.

### Dopo il ponte
Dopo il completamento del ponte la famiglia Roebling si trasferì a Trenton. Qui Emily entrò a far parte di organizzazioni benefiche come la Relief Society durante la guerra ispano-americana e fece parte del Board of Lady Managers per il New Jersey alla Fiera Colombiana di Chicago. Viaggiò molto, nel 1896 venne presentata alla regina Vittoria e si trovava in Russia all'incoronazione dello zar Nicola II di Russia. Proseguì gli studi fino a conseguire la laurea in giurisprudenza presso l'Università di New York. Fino alla sua morte, il 28 febbraio del 1903, trascorse il tempo in famiglia mantenendosi socialmente ed intellettualmente attiva.